# Гутман, Вильгельм
Вильгельм Гутман (нем. Wilhelm Guttmann, выступал также под псевдонимом Ханс Роланд, нем. Hans Roland; 1 января 1886, Берлин — 24 апреля 1941, Берлин) — немецкий оперный певец (бас) и композитор.

## Биография
Учился вокалу у Тилли Вольф-Эрленмайер и Шарля Грефа, изучал композицию в Берлинской высшей школе музыки у Макса Бруха и Павла Юона, в 1906 году занимался под руководством Энгельберта Хумпердинка. В 1912 году дебютировал как концертный певец в Берлине, Гамбурге и Кёльне. В 1914—1918 годах участвовал в Первой мировой войне. После войны пел басовые и баритональные партии на различных германских оперных сценах, в начале 1920-х гг. выступал в составе Берлинского вокального квартета. С 1922 года ангажирован Большой народной оперой в Берлине, с 1925 года — берлинской Государственной оперой, на сцене которой участвовал в премьерах опер Юлиуса Биттнера «Лунная ночь» (1928) и Франца Шрекера «Гентский кузнец» (1932). В 1920—1928 годах постоянный участник Генделевского фестиваля в Гёттингене (в том числе как Цезарь в «Юлии Цезаре»). Гастролировал в Белграде и Загребе. С 1926 года преподавал в берлинской Академии церковной музыки.
Композицией Гутман занимался преимущественно в молодости. Его единственная опера «Волшебная принцесса» (нем. Die Traumprinzess, либретто Роберта Миша) была поставлена в 1914 году в Гамбурге.
После 1934 года из-за еврейского происхождения Гутману были разрешены только выступления в концертах Еврейского культурного союза. Он умер от инфаркта на сцене во время концерта, которому предшествовал допрос в гестапо. Голос Гутмана остался на нескольких записях, в том числе в финале Девятой симфонии Людвига ван Бетховена (1928, дирижёр Оскар Фрид).